# Skala S

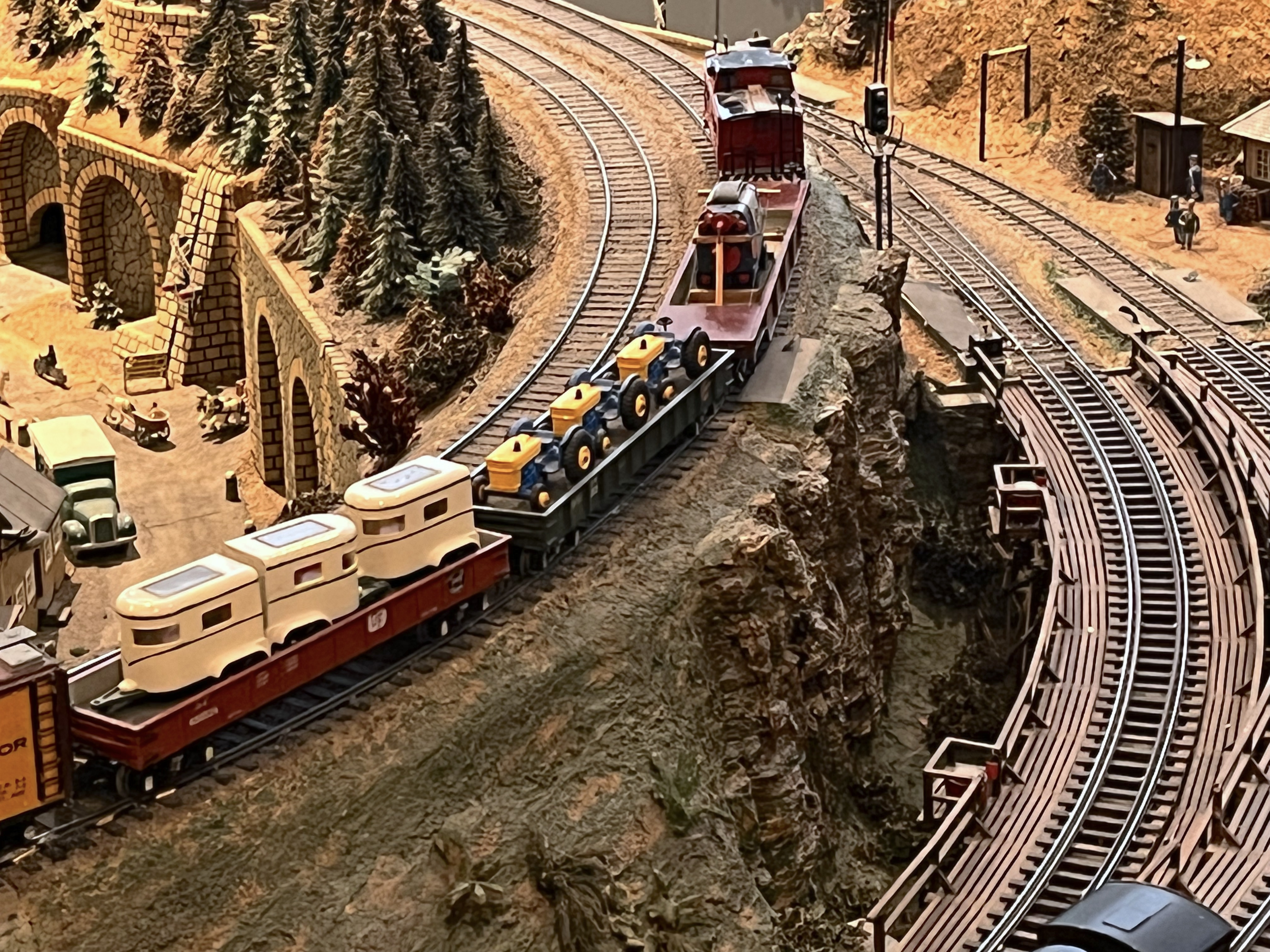
Makieta kolejowa w skali S w Spielzeugmuseum Nürnberg, 2022.

Skala S – nazwa skali stosowanej w modelarstwie kolejowym o podziałce 1:64 i rozstawie szyn 22,5 milimetra.

## Historia
Skala S została zaprezentowana przez przedsiębiorstwo Metallwarenfabrik Stadtilm w 1956 roku w NRD. Modele w tej skali nie rozpowszechniły się z powodu wielkiej powierzchni do budowania kolejki w warunkach mieszkaniowych. Przedsiębiorstwo państwowe Metallwarenfabrik Stadtilm produkowało kolejki elektryczne w tej skali do 1964 roku. Obecnie amerykańskie firmy produkują modele w takiej skali.